# Charles Vanden Bulck
Charles Vanden Bulck, geboren als Carolus Joannes Cornelius Van den Bulck (Antwerpen, 9 mei 1904 – Stamford, 29 september 1962), was een in België geboren Amerikaans ambtenaar en militair. Gedurende de Tweede Wereldoorlog was hij als luitenant-kolonel van het United States Army Corps of Engineers administratief directeur van het Manhattanproject, een geheim onderzoeksproject voor de ontwikkeling van een atoombom. Na de oorlog was hij speciaal assistent van de algemeen directeur van het United States Atomic Energy Commission.

## Beknopte biografie

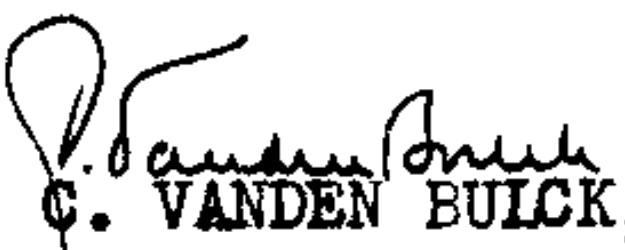
Handtekening

Charles Vanden Bulck werd in Antwerpen geboren en emigreerde in 1913 op negenjarige leeftijd met zijn ouders en zus naar de Verenigde Staten waar hij opgroeide in Hoboken (New Jersey).
Vanaf mei 1922 vervulde Vanden Bulck zijn militaire dienst bij de marine-afdeling van de New York Guard, een defensie-organisatie van de staat New York. Hij raakte geïnteresseerd in duiken en scheepsherstel.
Hij had een opleiding middelbaar onderwijs, volgde een correspondentiecursus boekhouding en algemeen management en werkte even voor een bank en een suikerraffinaderij.
In december 1923 startte Vanden Bulck als burgerambtenaar op de financiële afdeling van het United States Army Corps of Engineers, waar hij bij de salarisadministratie, de werkfinanciën en de budgettering werkte. Hij trok de jaren nadien van aanstelling naar aanstelling en woonde na de geboorte van zijn zoon Charles Franz in 1934 nog in Binghamton, Syracuse en Rome vooraleer terug te keren naar New York. In Rome (New York) hoorde de familie over de Japanse aanval op Pearl Harbor.
In november 1942 vroeg brigadegeneraal James C. Marshall hem in Syracuse om deel te nemen aan een geheim project op een geheime locatie. Vanden Bulck accepteerde zijn verzoek zonder aarzelen. Hij werd administratief directeur en inkoopmanager van het Manhattanproject met hoofdkwartier te Oak Ridge, Tennessee.
Vanden Bulck beheerde eerst als majoor en kort daarna als luitenant-kolonel van de United States Army Corps of Engineers de ongeveer 2 miljard dollar die aan het Manhattanproject werd uitgegeven. Hij droeg zo in belangrijke mate bij aan het goede financiële beheer en het operationele succes van dit project in Oak Ridge.
Vanden Bulck wordt ook vermeld als auditor van de United States Army Corps of Engineers met als werkadres Lincoln Park (New Jersey).
Na de oorlog werkte hij tot zijn pensionering op 4 augustus 1960 als contracting officer voor de Atomic Energy Commission (AEC) waarbij hij het tijdelijk oorlogsproject in Oak Ridge ombouwde tot een permanente groep van nuttige faciliteiten voor de ontwikkeling van vredevolle atoomenergie toepassingen. In deze hoedanigheid hield hij ook toezicht op het Oak Ridge Hospital welk in januari 1960 zou overgaan in het Hospital of the Methodist Church.
Zijn naasten prezen hem voor zijn aangename persoonlijkheid en voor zijn extreme integriteit in het onder geen enkele vorm accepteren van geschenken. In die mate dat hij zelfs cakes en taarten terugstuurde.
Naast het ontvangen van de Legion of Merit (Legioen van Verdienste) draagt de Charles Vanden Bulck Bridge op de Tennessee State Route 95 over de Clinch rivier nabij Oak Ridge zijn naam en wordt hij veelvuldig genoemd in verschillende boeken.

## Migratie

### Antwerpen
Vanuit Antwerpen voer de Red Star Line rederij tussen 1873 en 1935 regelmatig met meerdere schepen naar New York. Hun oceaanstomers met kenmerkende hoge schouwen legden aan langs de Rijnkaai ter hoogte van het huidige Red Star Line Museum aan de Montevideostraat. Bij hun vertrek werden de schepen door sleepboten stroomafwaarts de Schelde op getrokken. Op deze manier zouden zo'n 2 miljoen Europese migranten de Verenigde Staten bereiken, waaronder ook het jonge gezin Van den Bulck. Zowel in Antwerpen als in New York werden de migranten medisch onderzocht. Indien ze in New York niet door de keuring geraakten, werden ze op kosten van de rederij na hun lange tocht alsnog teruggestuurd.

### Ellis Island, New York
Op het manifest van de SS Finland met vertrek op 10 mei 1913 en aankomst op 21 mei 1913 in New York vinden we zijn vader terug met als vermeldingen 'leeftijd 32 jaar' en 'beroep bakker' (zie bestand 6).
Tenzij er al zaken vooraf geregeld waren, ging hij vermoedelijk direct op zoek naar werk (longshoreman - dokwerker) en een betaalbare woning. Wanneer moeder en kinderen op 11 oktober 1913 met dezelfde SS Finland op Ellis Island arriveren, lezen we in
de migratiedocumenten dat de vader de overtocht heeft betaald en als adres Hudsonstreet 578 te Hoboken, New Jersey opgaf. Vermoedelijk het adres van een hotel of pension (boarding house).
De familie staat op het manifest als "Marie 28 years", "Charle 9 years", "Martha 2 years". Verder vermeldt de kolom "naaste familie of vrienden" - "14 Nassau St, Antwerp. Grandmother". Een adres op het eilandje kort bij de Rijnkaai (Zie bestanden 7.1 en 7.2 lijnen 23-25).

Van Antwerpen naar Ellis Island, New-York
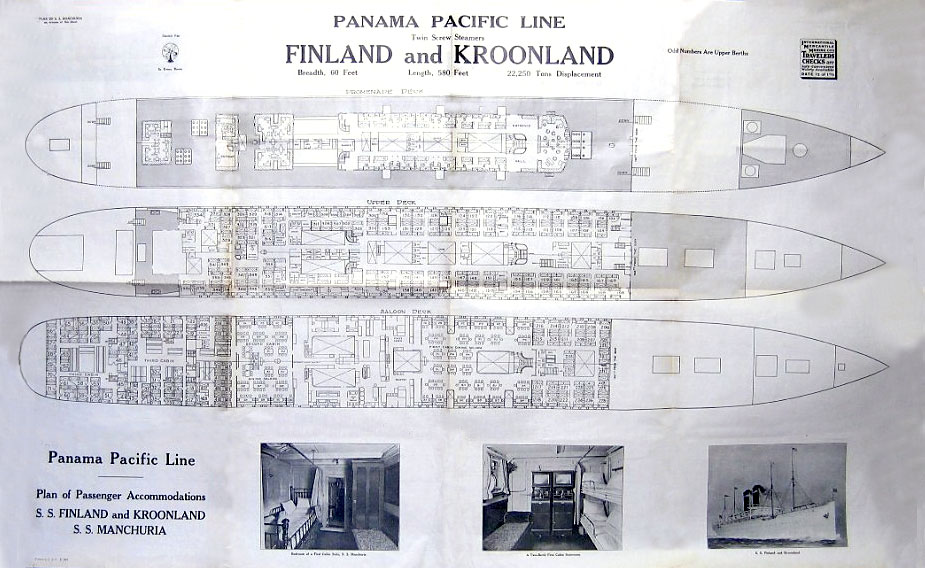
(3) SS Finland grondplan
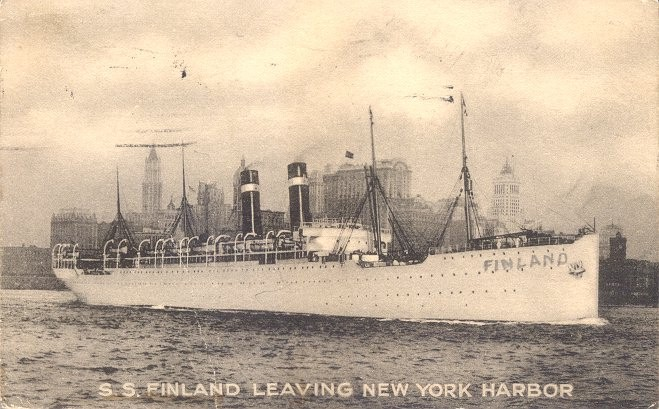
(5) De SS Finland te New York

### Hoboken, New Jersey
Door het eindpunt van de Norddeutscher Lloyd en de Hamburg America scheepslijnen vormden de Duitse migranten met ongeveer 25% de grootste bevolkingsgroep in Hoboken.
De stad werd met haar typische Duitse kerken, bierhallen en sociale clubs ook "Little Bremen" genoemd.
Het stadsdeel had in de Eerste Wereldoorlog met haar haven, waar zijn vader als havenarbeider werkte, een belangrijke rol in het transport van soldaten en materieel naar Europa.
Vanaf dan verminderde de sterke Duitse aanwezigheid door anti-Duits gevoelens en maatregelen en na de oorlog nog verder door de instroom van Ieren, Italianen, Joegoslaven, latino's en Aziaten.

## Biografie

### Scholen
Het schoolsysteem in Hoboken stond kwalitatief aangeschreven. Charles volgende hier het laatste deel van de lagere school (elementary school), het lager middelbaar (middle school) en het hoger middelbaar school (high school).
Echte details zijn niet bekend.
De startdatum van zijn militaire dienstplicht had iets kunnen aangeven over het niet afsluiten van zijn laatste leerjaar, maar in die tijd lag het aantal schooldagen beduidend lager. Hij kon of wou dus blijkbaar geen verdere hogere studies aanvangen.

### Eerste Wereldoorlog
Op 6 april 1917 stapte de VS aan de zijde van de geallieerden mee in de Eerste Wereldoorlog en startte de mobilisatie die in 1918 ook vader Francis Vanden Bulck opriep. Hoewel hij ondertekende met Frans Van den Bulck wordt hij door de beambte ingeschreven als Francis Vanden Bulck, met als adres 122 River Street, Hoboken, Hudson (NJ) (zie document).
In New York vestigde zich iets later het hoofdkwartier van de Commission for Relief in Belgium (C.R.B.) die geld, voedsel en hulpgoederen inzamelde voor de Belgische slachtoffers van de Duitse oorlogsmachine. De organisatie riep via landelijke committees alle Amerikanen op om voedsel op zij te zetten en kleding in te zamelen voor de Belgen.

### Dienstplicht
Vanaf 15 mei 1922 vervulde de 18-jarige Charles zijn militaire dient bij de Navy afdeling van de New York Guard (3rd Div 2nd Bn). Op zijn inschrijvingsformulier staat als adres 117 Wall Street, New York City.
Zijn initiële interesse voor duiken en het herstellen van schepen zou zich in zijn latere leven niet verder ontplooien.

### Eerste werkervaringen
Charles volgde een correspondentiecursus boekhouding en algemeen management en werkte even voor een bank en een suikerraffinaderij.

### Army Corps of Engineers
In december 1923 startte hij als burger op de financiële afdeling van het United States Army Corps of Engineers in Manhattan, waar hij aan de salarisadministratie, de werkfinanciën en de budgetten werkte.

### Tweede Wereldoorlog
Tijdens de Tweede Wereldoorlog werkte Vanden Bulck voor het US Army Corps of Engineers (USACE). Hij begon op het Broadway office in New York en in 1941 vervoegde hij het team van Kenneth Nichols in het luchtmachtbasisproject te Rome, New York. De volgende 36,5 jaar zouden beiden blijven samenwerken. Wanneer Charles op zondag 7 december 1941 met zijn gezin bowling aan het spelen was in Rome (New York), vernamen ze de Japanse verrassingsaanval op Pearl Harbor. Als direct gevolg van deze aanval, besloot de United States Air Force op 31 december om een nieuwe luchtmachtbasis te bouwen in het noorden van Syracuse, New York. Dit was het volgende project voor het team van Nichols en Vanden Bulck.
In 1942 te Syracuse aanvaardde Charles de door Brigadegeneraal James C. Marshall aangeboden geheime missie op een geheime locatie. Marshall zette hem eerst aan het werk in New York waar een achttal verdiepingen werden geleased op 261 5th Avenue om het Manhattan Engineer District van start te laten gaan. Om deze taak als leidinggevende te kunnen uitvoeren, werd hij benoemd tot gecommissioneerd majoor.
Tijdens de eerste fase van de Oak Ridge onteigeningen in 1942 werd de eigenaars verteld dat ze plaats moesten ruimen voor de "Kingston Demolition Range". Nadien zou de locatienaam wijzigen in Clinton Engineer Works (CEW). Oak Ridge was ook bekend als "Site X", "The Secret City" en "The City behind a Fence". De naam Oak Ridge werd na een voorstellenwedstrijd gekozen door Brigadegeneraal James C. Marshall in samenwerking met Charles.
Samen met Vanden Bulck vertrokken nog andere collega's naar de nieuwe locatie zonder details te kennen. Het zou nog meer dan een jaar duren voordat hijzelf tot het selecte clubje behoorde met detailkennis van het Manhattanproject.

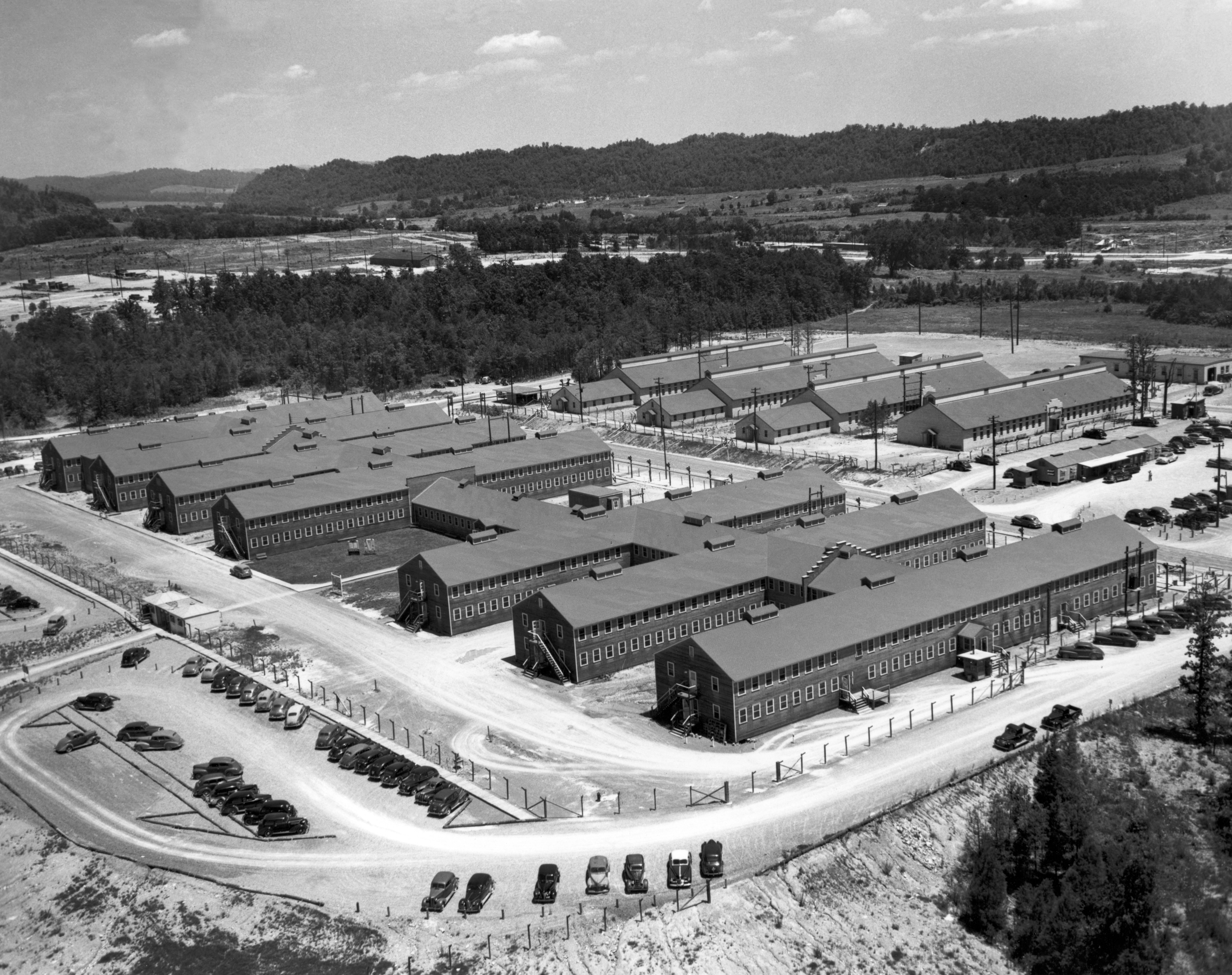
HQ - The Castle on The Hill

"Van" zoals Charles Vanden Bulck ook werd genoemd, werkte vanaf 1943 in het nieuw opgeleverde 'Castle on the Hill' hoofdkwartier. Dit was een grote laagbouw met 1 lange centrale verbindingsvleugel met daaraan zeven dwars gekoppelde kantoorvleugels. Het hoofdkwartier was achteraan voorzien van een heliport landingsplatform. Hij werkte daar nauw samen met generaal Leslie Groves, bekend als de projectleider van het Pentagongebouw, en kolonel Kenneth Nichols de Manhattan District Engineer, die ook algemeen administratief directeur was over alle Manhattanproject vestigingen.
In dagelijkse zaken werd Vanden Bulck bijgestaan door zijn secretaresse Sherry (Frances Rose McSherry 1921-2018) of bij haar afwezigheid door een van haar collega's zoals Celia Szapka Klemski.
Sherry maakt zo'n grote indruk op de natuurkundige Richard Feynman dat hij haar in zijn biografie vermeldde en naar haar verwees als 'the movie queen'.
Ze bleef ook niet onopgemerkt in de stafvergadering, want generaal Leslie Groves zou haar later aanwerven als zijn privésecretaresse.
Vanden Bulck was directeur van de administratie en speciale uitbetalingsfunctionaris van het Manhattanproject in Oak Ridge. Tijdens de looptijd van het project werd hij verantwoordelijk voor zes afdelingen: de fiscale afdeling, de kantoordiensten, burgerpersoneel, contracten en vorderingen, verzekeringen en de afdeling onroerend goed en overheidsmagazijnen (zie organigram). Voor de werkzaamheden werd voornamelijk beroep gedaan op Amerikaanse ondernemingen die al eerder voor het leger hadden gewerkt, maar ook op de Belgisch-Kongolese onderneming Union Minière du Haut-Katanga of UMHK die voor de aanvoer van uranium uit Kongo zorgde.
Gedurende de oorlogsjaren zou ongeveer 2 miljard USD Manhattanprojectkosten en bijbehorende contracten door zijn administratie verwerkt worden. In 2022 zou het geschatte bedrag van 1,118.325.000 USD overeenkomen met een relatieve waarde van 34,4 miljard USD. Het grootste gedeelte werd uitgegeven aan de K-25 gas diffusie fabriek en de Y-12 electromagnetische fabriek.
Om het gigantische project snel te laten vorderen en leveranciers niet in de problemen te brengen, werden zij waar nodig voorzien van voorschotten op de materialen en werkmiddelen.

#### Familiaal

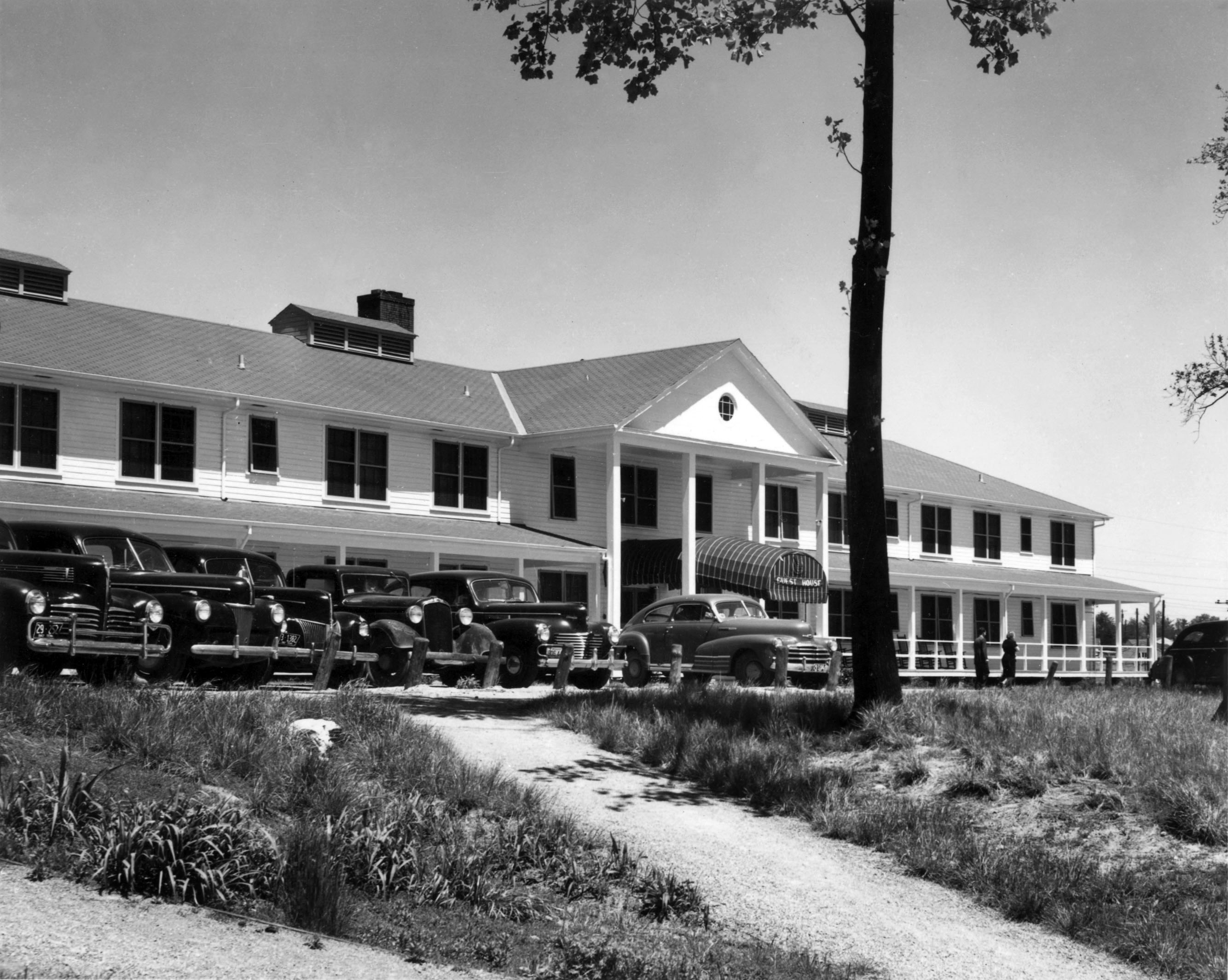
The Guest House - Alexander Inn

Per 1 september 1943 verhuisde Vanden Bulck zijn gezin naar Oak Ridge, Tennessee. Doordat ze regelmatig moesten wachten in uitgeputte tankstations op de aankomst van tankwagens met nieuwe brandstof, zou de autotocht hen drie dagen kosten. Aangekomen op hun bestemming verbleven ze tijdelijk in het Guest House tot hun geplande woning op 303 West Fernhill opgeleverd werd. Later zouden ze nog één keer verhuizen naar 111 Olney Lane. Dit was de voormalige woning van Kolonel Kenneth Nichols en dus van een aanzienlijk hoger niveau dan de caravans en barakken waar de meeste arbeiders in verbleven. Het was voor de familie ook een upgrade van verwarming met kolen naar elektrische verwarming.
Alle woningen werden gebouwd volgens een standaardtype (alphabet houses) en hun eigen gezinswoningen waren beide van het type D - familiehuis. Samen met de hoogteligging op de bergkam steeg ook het type (A, B, C, D) en de luxe van de woningen.
Op het grondplan voor het type D bevindt zich naast de normale kamers ook een ruimte voor kolen.
Doordat het gezin maar één kind had, was er een slaapkamer over en hadden ze quasi constant inwonende korpsleden. Zodra het gezin van de gasten arriveerde, vertrokken ze samen naar hun eigen woning. Op de site werd dag en nacht doorgebouwd en het gebeurde dat op locaties waar in de ochtend nog niets stond er dezelfde avond al een volledig nieuwe woonwijk stond.

#### Militaire status
Zijn ASN - Army Service Number was O-490878.
| Code  | Betekenis                                                                                          |
| ----- | -------------------------------------------------------------------------------------------------- |
| O     | Commissioned Officer                                                                               |
| 4     | drafted in either Alabama, Florida, Georgia Mississippi, North Carolina, South Carolina, Tennessee |
| 90878 | "Special Use" service numbers range 90.001 – 99.999                                                |

Schema's
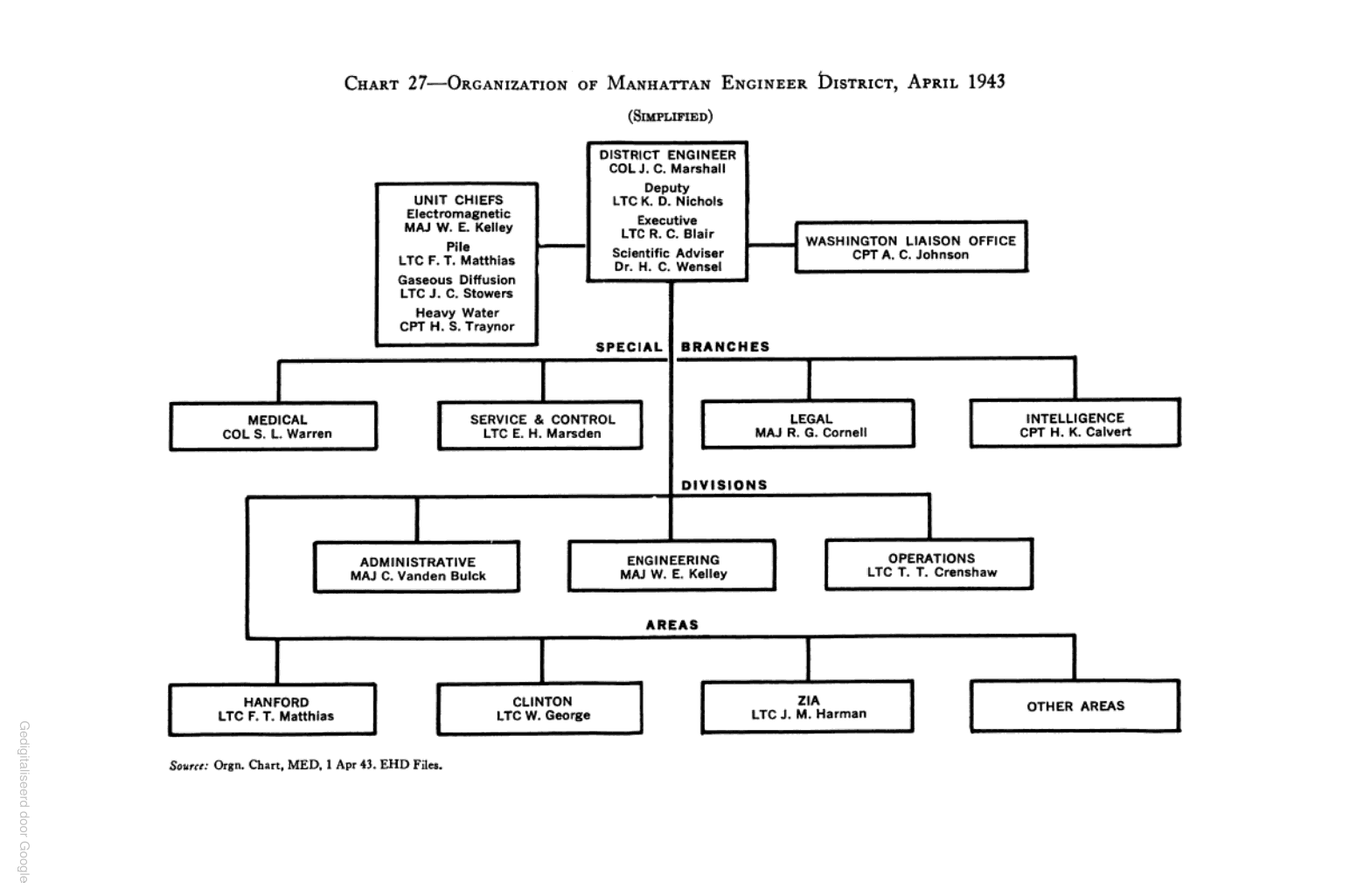
Organigram als majoor (1943)
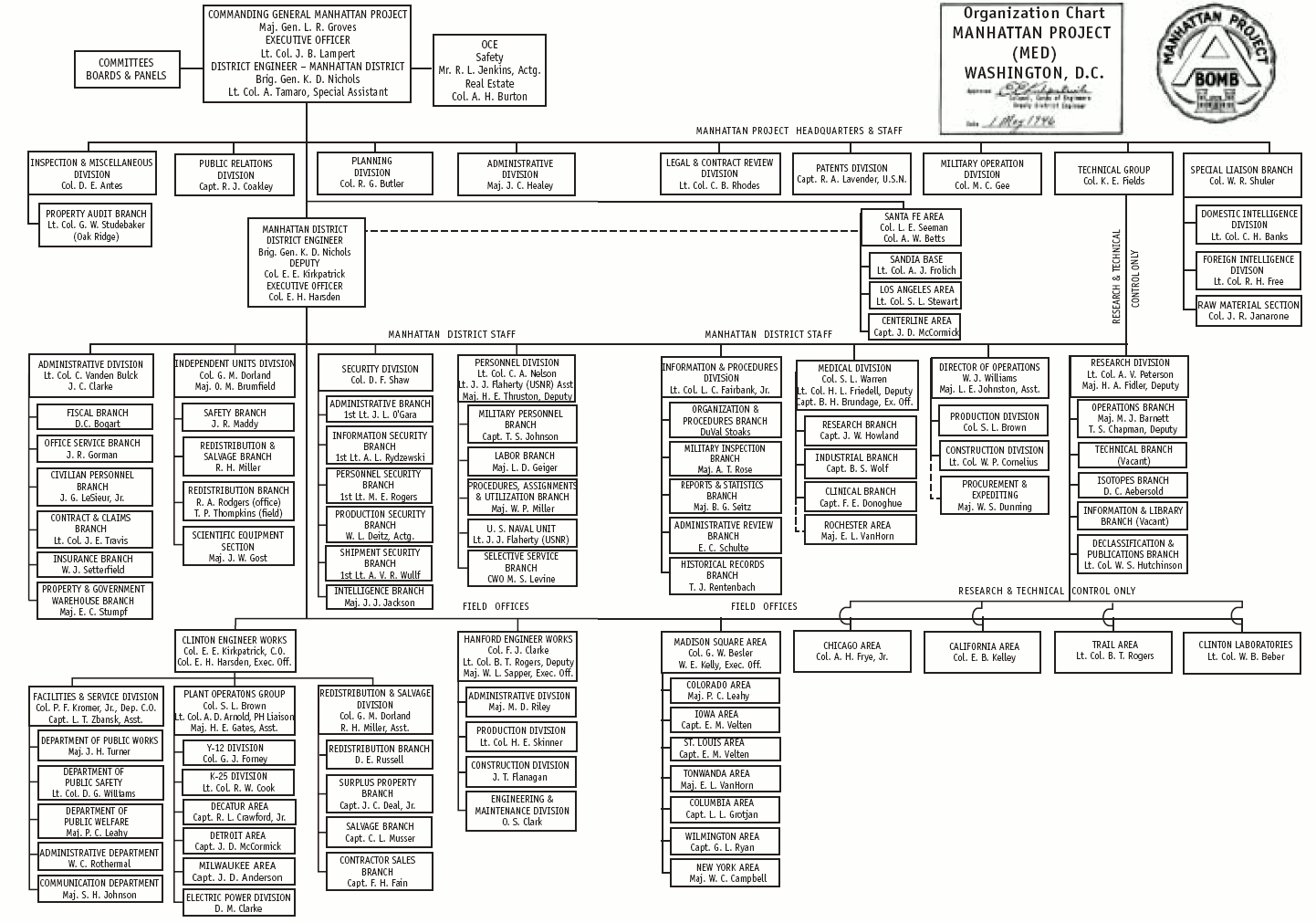
Organigram als luitenant-kolonel
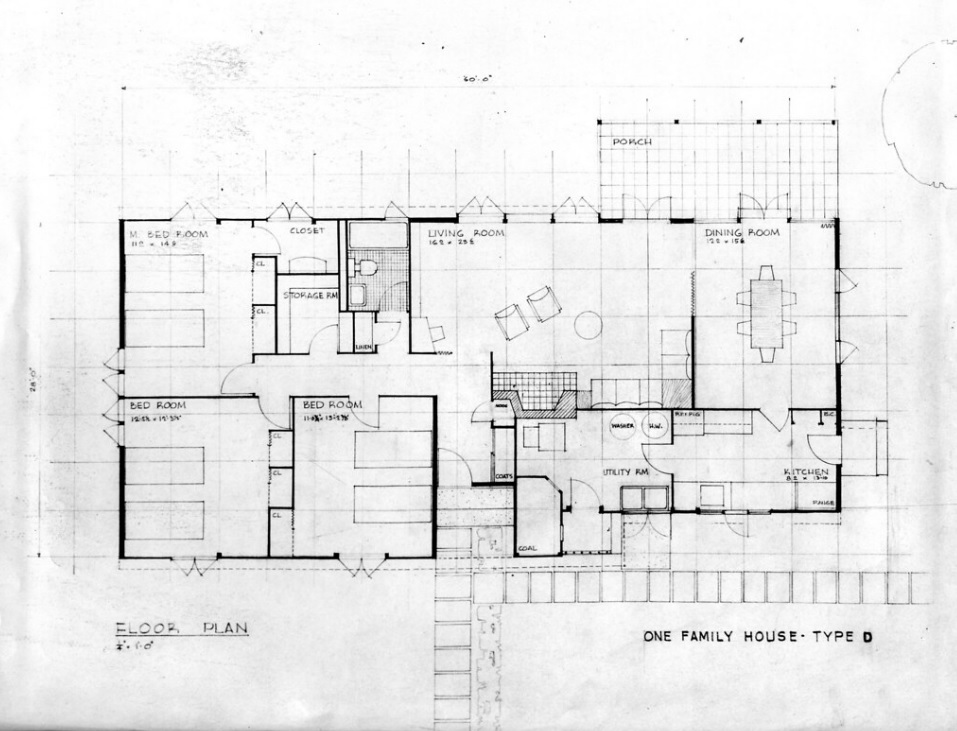
Oak Ridge familiehuis type D

### Atomic Energy Commission

Atomic Energy Commission

In 1946 werd de United States Atomic Energy Commission (AEC) opgericht na de ondertekening van het McMahon/Atomic Energy verdrag met als doel de militaire nucleaire kennis en infrastructuur over te brengen naar de burgermaatschappij.
Charles zette na de 2de wereldoorlog het administratief beheer van de Oak Ridge site nog verder tot november 1946. Hierna was hij terug als burger 2 maanden actief bij de United States Army Corps of Engineers om in januari 1947 met zijn relevante kennis en ervaring over te stappen naar de niet militaire Atomic Energy Commission. Hier werkte hij opnieuw samen met Kenneth Nichols. Een volkstelling van 1 april 1950 vermeldt nog steeds een adres in Oak Ridge als 14 Onley Lane.
In 1953 wordt hij benoemd als "assistent manager of the operations offices" en gaf hij leiding aan 6 afdelingen: budgettering en rapportering, financiën, kontrakten (aankoop), organisatie en personeel, veiligheid en voorraden.
Hij verscheen in de editie van 3 januari 1956 van de Congressional Directory - FOR THE USE OF THE UNITED STATES CONGRESS, onder het "Office of the General Manger" als "Special Assistant to the General Manager", bereikbaar op extensie 452. Zijn toenmalige verblijfplaats nabij Washington D.C. staat vermeld als 6017 Kirby Road, Bethesda, Maryland .
In augustus 1960 stopt hij bij de Atomic Energy Commission, maar niet zonder generaal-majoor Kenneth Nichols per brief op de hoogte te brengen en terug te blikken (zie brief in bijlage).

### American Machine and Foundry
Na zijn afscheid van de Atomic Energy Commission nam hij nog een baan aan als inkoopmanager bij de American Machine and Foundry (AMF). Oorspronkelijk was dit een bedrijf voor recreatief materiaal, maar in die tijd was maakten ze al kernreactoren en lanceersystemen voor de Inter Continental Ballistic Missiles (ICBM) van het Amerikaanse leger. De nieuwe job vereiste een grondig achtergrondonderzoek en onthullende daardoor details over zijn geboorte en jong leven in Antwerpen.

## Herkenningen

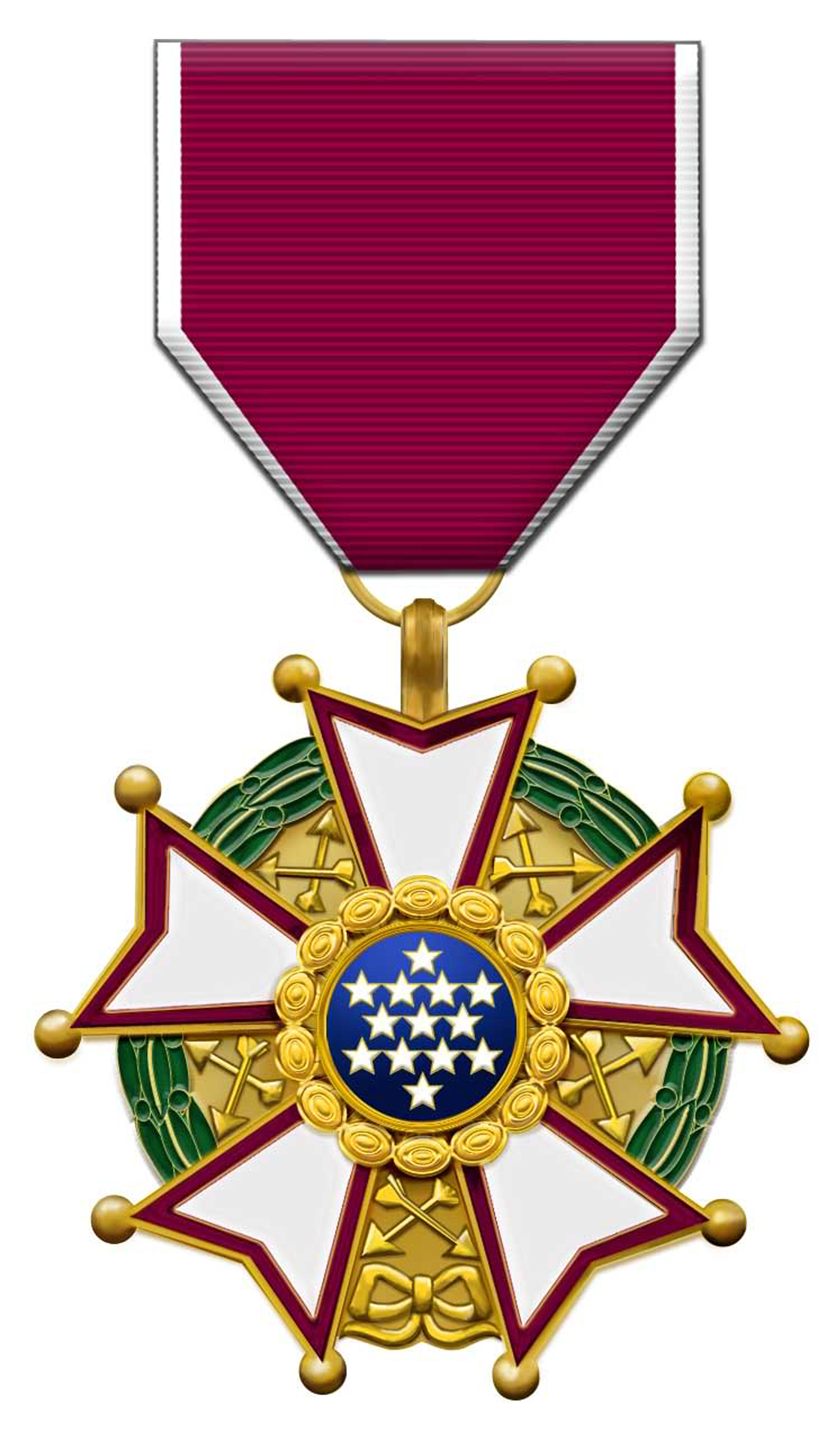
Legion of Merit

- Voor bewezen diensten in de periode van 1942 tot 1945 werd hem, op 2 oktober 1945, de Legion of Merit toegekend.[16]
- In 1956 werd hem in Washington D.C. de hoogste Atomic Energy Commission prijs "the gold Distinguished Service Award" toegekend.[19]
- Tijdens de inhuldigingsceremonie op 25 mei 1963 in aanwezigheid van zijn echtgenote werd de nieuwe White Wing Road brug over de Clinch Rivier in Loudon County, Tennessee de Charles Vanden Bulck Bridge gedoopt.[5][19]
- Na zijn overlijden werd een certificaat van president John F. Kennedy verzonden ter ere van de herinnering aan Charles Vanden Bulck.[20]
- Eerbetuiging van de National Civil Service League.[21]

- Krantenartikel The Oak Ridger

## Liefdadigheid, cultuur en sport

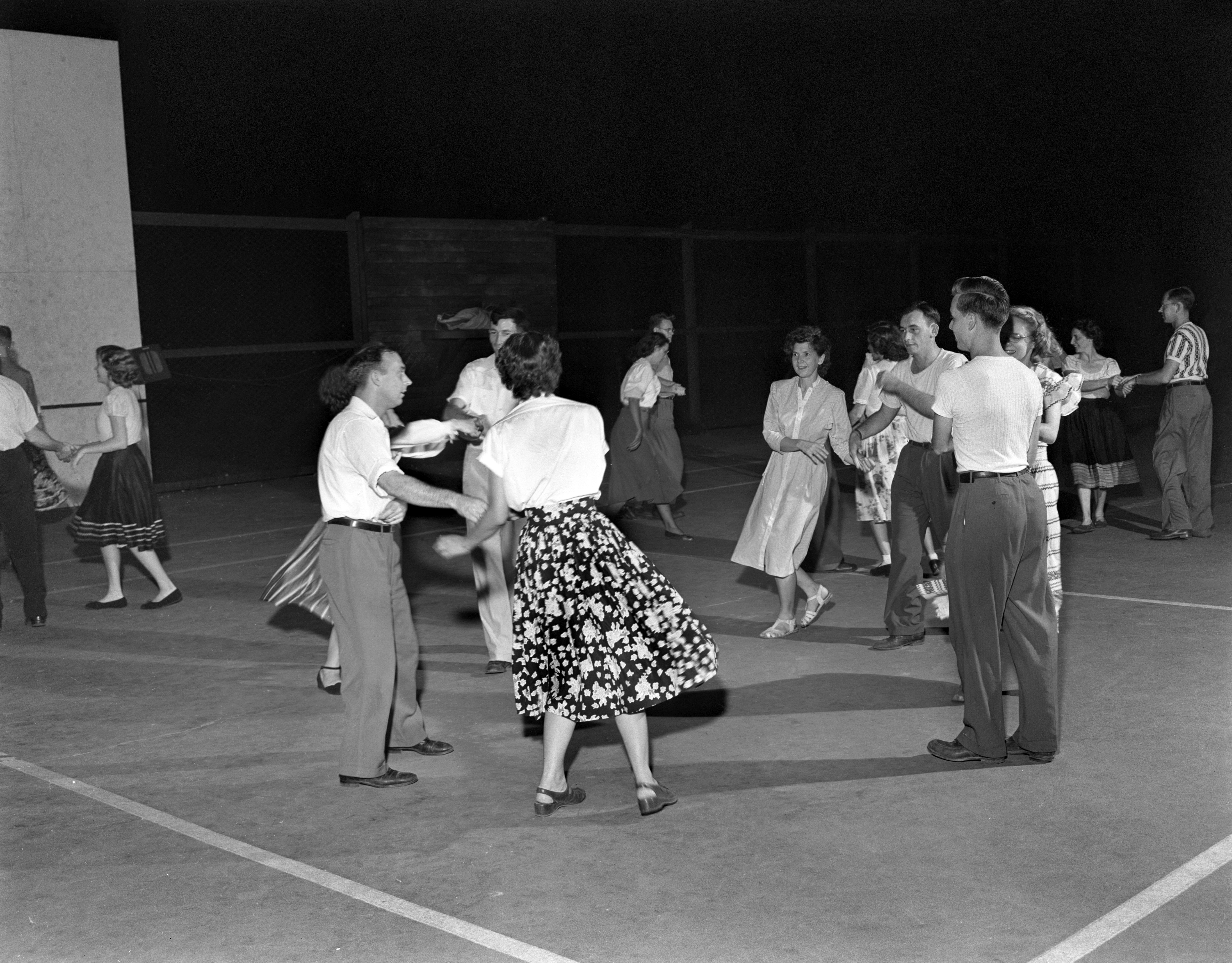
Dansen op de tennisvelden

Hij zou volgens meerdere bronnen een heel aangenaam persoon geweest zijn en zich ook ingezet hebben voor goede doelen. Zijn zoon Charles Franz heeft heel wat documenten van zijn vader aan het Children's Museum of Oak Ridge geschonken, zodat ze bewaard blijven voor de toekomst. Een aantal van deze documenten werden beschikbaar gesteld om zijn biografie verder aan te vullen.
Onder het artikel "Recreation and Welfare Groups Function Lists" op pagina 3 en 4 van The Oak Ridge Journal van 3 augustus 1944 verschijnt zijn naam samen met die van anderen extra raadsleden van de "Recreation and Welfare Association". Het betreft het organiseren van open-luchtdansmomenten op de tennisclub en het aanleggen van extra sportinfrastructuur. In het begin waren de tennisvelden een van de eerste en zeldzame verharde plaatsen in Oak Ridge.
De lokale jeugd had ook in de oorlogsjaren haar eigen ritmes en dansbewegingen.
Naast softball en bowling beoefende hij blijkbaar ook redelijk succesvol Amerikaans handbal, wat nu beter bekend is als wall ball, een vorm van kaatsbal.

## Overlijden
Zijn laatste jaren woonde Charles met zijn echtgenote in een appartement op 83 Morgan Street, Stamford Connecticut.
Op 29 september 1962 overleed Charles in het Stamford Hospital op de leeftijd van 58 jaar aan kanker.

## Charles Vanden Bulck Bridge

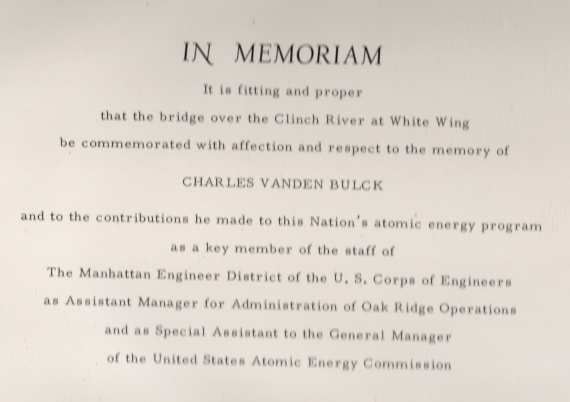
In memoriam

Een klein jaar na zijn overlijden op 25 mei 1963 werd de nieuwe Charles Vanden Bulck Bridge op de Tennessee State Route 95 over de Clinch rivier aan hem als persoon en zijn verwezenlijkingen opgedragen.

## Familie
Charles werd geboren op 9 mei 1904 in Antwerpen als zoon van Joannes Franciscus - Frans - Van den Bulck (Essen (Esschen), Antwerpen 29/10/1880 - juni 1948) en Maria Josephina Pauwels (Antwerpen stad 6/8/1885 - januari 1969).
Eens in Amerika veranderden de namen van de familie al snel naar het meer Engelse Francis, Marie Jo, Charles en Marth.
Zijn ouders zijn gezamenlijk begraven op het Holy Cross Cemetery and Mausoleum te North Arlington in Bergen County (New Jersey).
Charles zijn officiële naam bij geboorte was Carolus Joannes Cornelius Van den Bulck. Vermoedelijk werd hij als kind in Antwerpen op zijn Antwerps de Ka'rel of de Cha'rel genoemd.
Zijn zuster Martha Marie (27 mei 1911 - 7 augustus 2001) had met haar echtgenoot Joseph Paul Vidosic 2 kinderen: Dorothy Marie Vidosic en Richard Paul Vidosic en meerdere kleinkinderen.
Bij het huwelijk van zijn ouders blijken zijn beide grootvaders reeds overleden. Mogelijks was dit door de choleraepidemie van 1892 die via de Antwerpse haven de stad was binnengedrongen en haar burgers had getroffen. De meeste doden vielen dan ook te betreuren in de havenwijken en wijken met veel havenarbeiders.
In 1933 huwde Charles met Gertrude (Gerty) Korman die van Duitse origine was. Samen hadden ze een zoon: Charles (Charlie) Franz VandenBulck (1 september 1934, Hoboken (NJ) - 17 december 2023, Savannah (GA)), twee kleinkinderen en meerdere achterkleinkinderen.